# Kurt Egger (SA-Mitglied)
Konrad Anton 'Kurt' Egger (in der Literatur auch häufig fälschlich als Eggers und Eggert bezeichnet) (* 27. Mai 1910 in Haag, Oberbayern; † seit dem 20. Februar 1945 bei Budapest vermisst, 1950 für tot erklärt) war ein deutscher SA-Führer. Egger wurde bekannt als einer der Mörder des „Hellsehers“ Erik Jan Hanussen.

## Leben und Wirken

### Weimarer Republik
Nach dem Besuch der Volksschule und der Realschule absolvierte Kurt Egger eine Tischlerlehre in München. Seit dem 6. Dezember 1927 betätigte sich Egger in der Sturmabteilung (SA), der Parteiarmee der NSDAP. Am 15. April 1928 trat er erstmals in die NSDAP ein. Nach einem vorübergehenden Austritt aus der Partei trat er zum 1. April 1930 bei der Ortsgruppe Dallmin in Brandenburg der NSDAP bei (Mitgliedsnummer 235.645).
1931 führte Egger – seit dem 7. April 1931 im Rang eines SA-Truppführers – ein Arbeitskommando in Liebenberg. Nach dessen Auflösung zum 1. September 1931 wurde er auf Veranlassung des Leiters des Berliner Gausturms Horst von Petersdorff der Berliner Stabswache der SA zugeteilt, wo seine Tätigkeit sich auf die Begleitung Petersdorffs erstreckte. Nach der Übernahme der Berliner SA durch Wolf-Heinrich von Helldorff wurde Egger in dessen Stabswache übernommen. Am 24. Dezember 1932 wurde Egger auf Vorschlag von Karl Ernst zum Sturmführer befördert.

### Frühe NS-Zeit
Im März 1933 wurde Egger für fünf Wochen zum „Begleitstab des Führers“, also Hitlers, als Ordonnanz kommandiert. Im selben Monat ermordete Egger im Auftrag von Karl Ernst zusammen mit Rudolf Steinle und Wilhelm Ohst den Hellseher Erik Jan Hanussen. Die tödlichen Schüsse auf Hanussen gab, wie er eingestanden hat, Steinle ab. Für Ende Februar 1933 wurde Egger außerdem wiederholt als Mitorganisator des Reichstagsbrandes benannt.
Im April 1933 wurde Egger zur Stabswache der SA-Gruppe Berlin-Brandenburg zurückversetzt, deren Führung er nun als Nachfolger von Hans Georg Gewehr übernahm. Zum 1. Juli 1934 wurde er dann auf Veranlassung Ernsts als Führer der Stabswache des Stabschefs der SA Ernst Röhm nach München berufen. Er folgt in dieser Position Julius Uhl nach, der die SA-Standarte in Ingolstadt übernahm. Zum 1. Oktober 1933 wurde Egger zum Sturmhauptführer befördert.
Am 30. Juni 1934 wurde Egger auf dem Weg zu einer SA-Führertagung in Bad Wiessee im Zuge der Röhm-Affäre kurz vor München in Gegenwart Hitlers verhaftet. Er wurde in die Strafanstalt Stadelheim gebracht und dort bis zu seiner Freilassung auf Anordnung des Gestapa am 18. August 1934 festgehalten. Seine Rehabilitierung durch ein SA-Sondergericht folgte am 12. Oktober 1934. Egger hatte zum Zeitpunkt der Röhm-Affäre offiziell zwar noch das Amt des Chefs von Röhms Stabswache inne – hatte auch die Leibwächter Röhms ins Bad Wiessee zugeteilt – war jedoch in Begriff, dieses wieder an Uhl zu übertragen, der sich zu diesem Zweck bereits in Wiessee aufhielt.
Nach seiner Haftentlassung wurde Egger gemäß einer Verfügung vom 13. Oktober 1934 mit Wirkung vom 1. November 1934 nach Frankfurt am Main zur SA-Gruppe Hessen abkommandiert. Bald danach wurde er mit Wirkung zum 1. Dezember 1934 in ein SA-Hilfswerklager bei Kassel (Gau Kurhessen) versetzt, wo er sich bis mindestens 1935 aufhielt. Die offizielle Versetzung zur SA-Gruppe Hessen folgte gemäß Stabsbefehl vom 28. März 1935 mit Wirkung vom 1. Februar 1935.

### Späteres Leben
1939 ist Egger in Berlin-Neukölln nachweisbar: Zu diesem Zeitpunkt war er als Angestellter der Deutschen Arbeitsfront (DAF) mit Wohnsitz in der Hertzbergstraße 32/III aufgeführt.
Als Teilnehmer des Zweiten Weltkriegs ist Egger seit dem 12. Februar 1945 bei Budapest vermisst. Durch Beschluss des Amtsgerichts Berlin-Neukölln vom 19. März 1951 wurde Egger offiziell für tot erklärt.
Nach dem Zweiten Weltkrieg wurde gegen Egger, wie gegen Ohst und Steinle, im Zusammenhang mit der Ermordung Hanussens staatsanwaltschaftlich ermittelt. Da er genauso wenig aufgefunden werden konnte wie seine Komplizen und er offiziell für tot erklärt worden war, wurde das Verfahren gegen ihn eingestellt.

## Beförderungen
- 1. Juni 1930: SA-Scharführer
- 7. April 1931: SA-Truppführer
- 24. Dezember 1932: SA-Sturmführer
- 13. Oktober 1933: SA-Sturmhauptführer

## Archivalien
- Fragebogen zur Parteistatistischen Erhebung von 1939 (Bundesarchiv: Bestand 9361/ I 622)
- NSDAP-Parteikorrespondenz (Bundesarchiv: Bestand PK, Bild 1899-1912)
- SA-Führerfragebogen (Bundesarchiv: Bestand SA 4000, Film 117, Bilder 164-167)